# べが (2代)

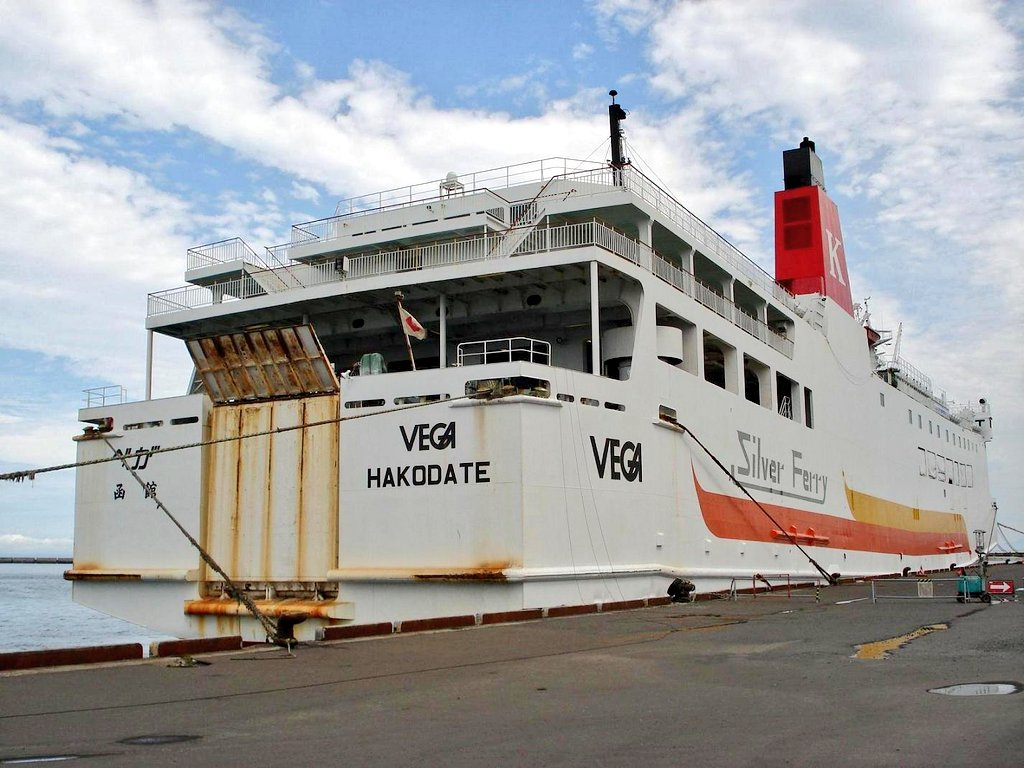
べがの船尾

べが（VEGA）は、東日本フェリーと川崎近海汽船が運航していたフェリー。本項目では1990年に就航した2代目を取り扱う。

## 概要
1990年に苫小牧 - 八戸航路に就航、2006年11月に東日本フェリーが同航路から撤退したため、同社と共同運航をしてきた川崎近海汽船がリースを受ける形で2013年まで同航路で運航を続けていた。2005年に船内の改造を受けている。
2013年7月より、本船の代替となる新造船シルバーエイト (SILVER EIGHT) が就航したため、本船は6月30日に運航を終了した。また、2013年まで、本船は北海道と青森県を結ぶ旅客航路において唯一レストランが設置されていたフェリーだった。
引退後は、函館港の津軽海峡フェリーターミナルに係船された後、インドネシアに売却されDHARMA RUCITRA.1となり、ジャワ島のMerakとスマトラ島のbakauheniを結ぶ航路に就航している。当初、船籍はキリバスであったが、インドネシアに変更されている。

### 設備
Aデッキ
- 特等室（3室）
- レストラン
- 展望室
- ゲームコーナー

Bデッキ
- エントランスホール
- 2等和室（8室）
- 1等洋室（12室）
- 1等和室（5室）
- ドライバーズルーム（2室）
- 浴室